# Amenemhat II
Nubkhaure Amenemhat II hay Amenemhet II là vị pharaon thứ ba của Vương triều thứ 12, Ai Cập cổ đại (cai trị từ 1929-1895 TCN). Ông là con của Senusret I và Nefru III. Người ta còn chưa biết nhiều điều về Amenemhat II, người ta biết sau khi ông băng hà, con trai là Senusret II lên ngôi. Ông là chủ nhân của Kim tự tháp Trắng ở Dahshur. Vương hiệu của ông,Nubkaure, có nghĩa "Hoàng kim là linh hồn của Re."
Những ghi chép quan trọng nhất về vương triều của ông đến từ những mảnh vỡ của một cột đá hàng năm từ Memphis (sau này được sử dụng lại vào thời Tân Vương quốc). Đó là biên niên sử năm đầu của ông, trong đó có ghi lại sự ban tặng của ông cho nhiều ngôi đền khác nhau, còn có người Nubia từ Kush đến cống nạp, một chiến dịch tới Syria và cướp phá hai thành phố. Amenemhat II đã thiết lập sự đồng nhiếp chính với người con trai, Senusret II, vào năm thứ 33 dưới vương triều của ông, nhằm đảm bảo tính liên tục của việc kế vị hoàng gia.
Một số phụ nữ thuộc hoàng gia đã được an táng bên cạnh kim tự tháp của ông tại Dahshur, cùng một số đồ trang sức bằng vàng. Bốn ngôi mộ còn lại (ba thuộc hoàng gia) vẫn còn nguyên vẹn cho khi chúng được Jacques de Morgan tìm thấy vào năm 1894/5.
Triều đình của Amenemhat ít được biết đến. Senusret và Ameny là những vị tể tướng vào thời kì đầu vương triều của ông. Hai quan coi quốc khố: Merykau và Zaaset. Viên quan đốc công giữ cửa Khentykhetywer được biết đến từ một tấm bia đá ghi lại cuộc viễn chinh đến đất Punt.

## Kế vị

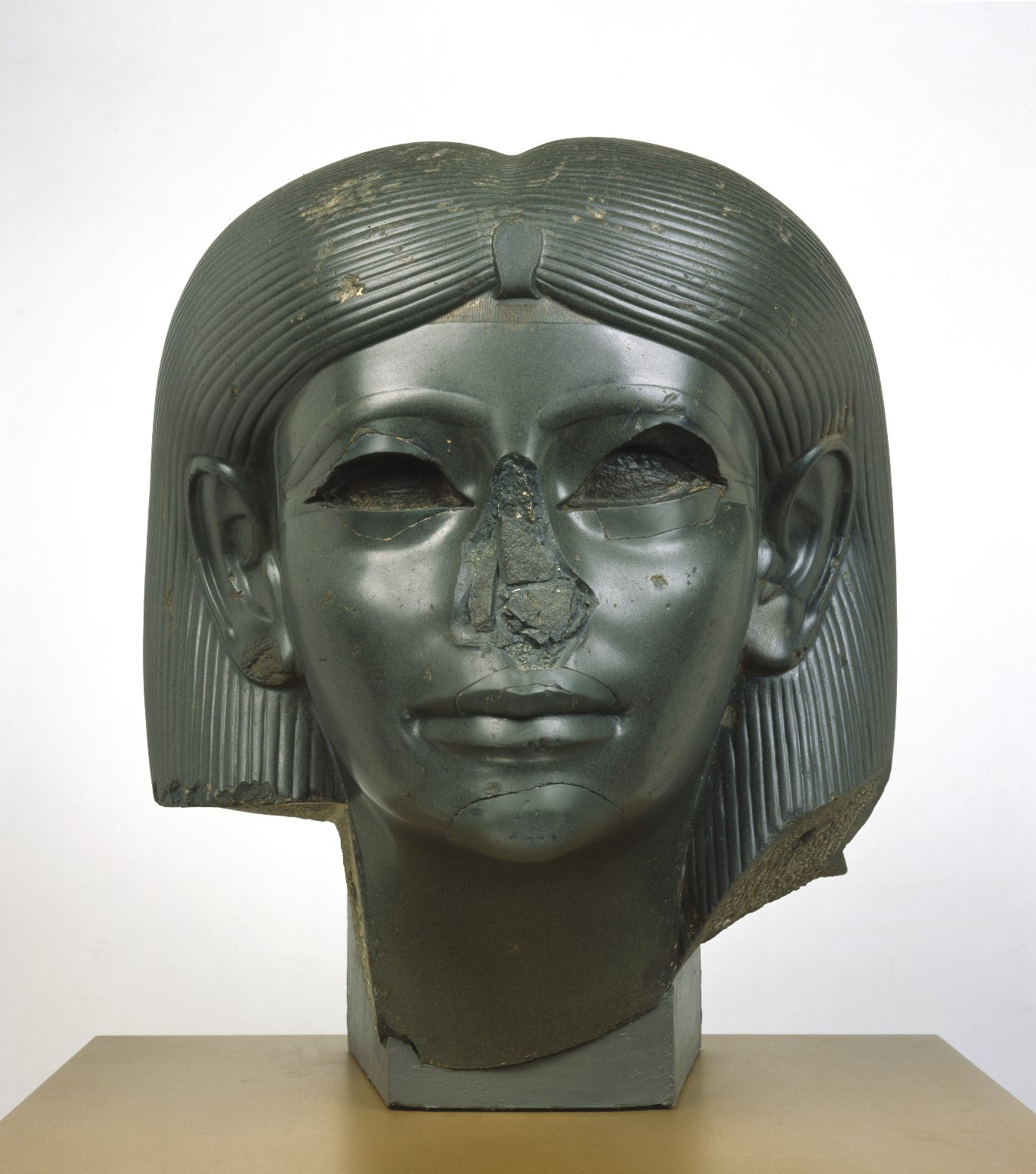
Head from a sphinx, ca. 1876-1842 B.C.E.,56.85, Brooklyn Museum; This head depicts an ancient Egyptian princess, daughter of King Amenemhat II, and originally had a lion’s body.

Amenemhat II và con trai ông, Senusret II, đã cùng đồng cai trị một thời gian ngắn, và cũng là lần cuối cùng diễn ra điều này vào thời Trung vương quốc như các nhà sử học đều nhất định. Các tấm bia đá của Hapu tại Aswan có niên đại vào năm thứ ba của Senusret II và tới năm thứ 35 của Amenemhat, có nghĩa là Senusret đã được tấn phong vào năm thứ 33 dưới vương triều của ông.